# Veritatis gaudium
Veritatis gaudium (укр. Радість істини) — апостольська конституція папи Франциска, підписана 8 грудня 2017 року, оприлюднена — 29 січня 2018 року.
Дана конституція стосується реорганізації процесу навчання у церковних університетах і факультетах. Також вона враховує деякі положення апостольської конституції Sapientia christiana (укр.: Християнська мудрість) папи Івана Павла ІІ 15 квітня 1979 року.
Нові вимоги до навчання набувають чинності у перший день 2018—2019 навчального року або 2019 навчального року, що залежить від регламентації навчального року конкретних освітніх установ.

Реорганізація навчання, описана у даній апостольській конституції згуртована навколо чотирьох осей:
 — споглядання керигми, що дозволяє повернутися «до джерела»; — діалог, що сприяє «переживанню громадою радості правди»; — міждисциплінарність, що дозволяє вийти за межі; — створення мереж з метою запропонувати конкретні відповіді на «людські проблеми».
Деякі інновації, що запропоновані в даному документі: — передбачено «дистанційне навчання», що не було поширене на час написання Sapientia christiana; — передбачено інформацію щодо навчання біженців та мігрантів, для яких виготовлення необхідних документів, що підтверджують вже здобуту ними освіту, є неможливим.
Є ще одна апостольська конституція, що стосується організації процесу навчання у вищих католицьких навчальних закладах, видана папою Іваном Павлом ІІ 15 серпня 1990 року — Ex corde ecclesiae (укр.: З серця церкви).
Перекладу апостольської конституції Veritatis gaudium українською мовою немає.